# Hellmut Börnicke
Hellmut Börnicke, auch Helmuth Börnicke (* 15. Juli 1891 in Berlin; † nach 1941) war ein deutscher Bankier, der für seine Verdienste um die preußische Provinz Brandenburg zum Preußischen Provinzialrat ernannt wurde.

## Leben
Er war Generaldirektor der Brandenburgischen Provinzialbank und Girozentrale und zum Gauwirtschaftsberater und Beauftragten des Vierjahresplans für die Mark Brandenburg ernannt worden. Zum 1. Mai 1932 war er der NSDAP beigetreten (Mitgliedsnummer 1.144.942).
Im August 1935 und im März 1939 wurde er als ein um Staat und Volk verdienter Mann der Provinz Brandenburg vom Ministerpräsidenten Hermann Göring zum Preußischen Provinzialrat ernannt.
Börnicke stand mit einem Doktorgrad auf der Einheitsliste für die Reichstagswahl 1938 (Liste des Führers), zog aber nicht in den Reichstag ein. Als Wohnort ist dort Kleinmachnow angegeben, als Funktion Gauamtsleiter.